# Triumf

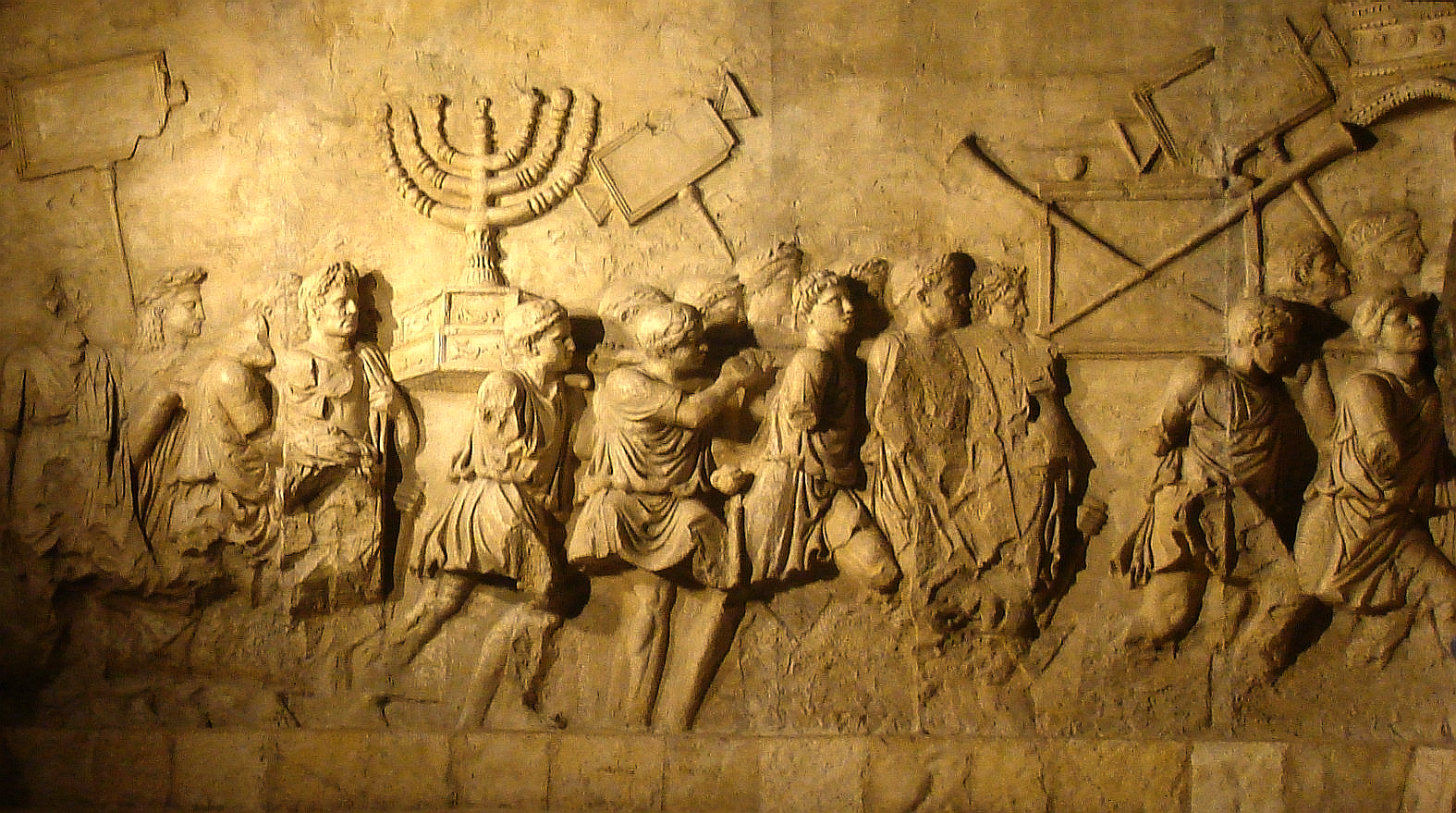
Relief z Łuku Tytusa: pochód z trofeami zdobytymi w Jerozolimie w roku 70.

Triumf (z łac. triumphus) – w antycznym Rzymie najwyższe wyróżnienie jakie otrzymywał wódz za swe zwycięstwa na polu walki. Początkowo miał charakter religijny, związany z oczyszczeniem żołnierzy biorących udział w walce. Z czasem ewoluował w kierunku okazałego widowiska mającego na celu uczczenie zwycięskiego wodza i jego żołnierzy.
Rozróżniano dwa rodzaje triumfów: triumphus curulis (tzw. wielki triumf), podczas którego triumfator jechał na rydwanie, i mniejszy – ovatio, gdy wódz jechał konno.

## Warunki przyznaniaprawado triumfu
Triumf mógł zostać przyznany wbrew woli Senatu, z woli jedynie ludu (Rzymian); z woli tak Senatu, jak i ludu; czasami także bez zezwolenia Senatu czy ludu. Uzyskanie prawa do triumfu łączyło się z koniecznością spełnienia kilku warunków:
- wódz musiał być aktualnym lub byłym dyktatorem, konsulem lub pretorem,
- wódz w trakcie wojny musiał piastować urząd konsula (prokonsula) lub pretora (propretora) i posiadać imperium maius (dosł. większa władza),
- wódz musiał posiadać ius auspicii (prawo badania woli bogów),
- wojna musiała być toczona wobec wroga zewnętrznego (wojna domowa nie dawała takiego prawa),
- wojna musiała doprowadzić do rozszerzenia państwa o zupełnie nowe terytorium (a nie przywrócenie utraconych wcześniej terenów, status quo ante),
- w pojedynczej bitwie musiało polec więcej niż 5 tysięcy przeciwników, a straty własne musiały być niższe,
- wódz musiał doprowadzić do stolicy swoje wojska (współudział żołnierzy w triumfie wodza),
- wódz nie mógł przekroczyć granicy miasta przed przyznaniem mu prawa do odbycia triumfu[a],
- wojna musiała wnieść pozytywne skutki, wymierne korzyści dla państwa, doprowadzona szczęśliwie do samego końca.

Zdarzały się wyjątki, gdy triumf odbył się bez działań wojennych lub bez udziału wojska, gdy imperator sam jeden wjechał do miasta.

## Przebieg triumfu
Wojska stawały przed granicami stolicy, wódz wkraczał samotnie do Rzymu i składał dokładne sprawozdanie przed Senatem. Na tej podstawie Senat podejmował decyzję o przyznaniu prawa do przeprowadzenia triumfu oraz nadaniu przydomków pochodzących od podbitych krain i ludów, a wódz miał prawo przedstawić bitwy na obrazach. Triumf mógł się odbyć bez przeprowadzenia działań wojennych
Jeżeli prawo zostało przyznane, wódz wkraczał do miasta na czele swoich wojsk. Triumf trwał trzy dni. Uroczysty pochód podążał ustaloną trasą w stronę świątyni Jowisza, położonej na Kapitolu. Na początku szli członkowie senatu i dostojnicy państwowi, następnie muzykanci. Wszyscy przybrani byli w wieńce. W dalszej kolejności niesiono zdobycze i wyobrażenia zdobytych krajów w formie obrazów lub wież oraz malowidła niektórych wydarzeń bitewnych. Niesiono wieńce dla wodza. Po nich prowadzono zwierzęta ofiarne, następnie królów i wodzów zdobytych krajów i jeńców wojennych. Bezpośrednio przed wodzem kroczyli liktorzy ubrani w purpurę, a także muzykanci oraz gromada ludzi z kadzielnicami. 
Imperator jechał na specjalnym rydwanie, zwanym currus, zaprzężonym w 4 białe konie, z którego zwisał fallus, jako amulet. Ubrany był na wzór dawnych królów rzymsko-etruskich, a więc: szata Jowisza Najlepszego Największego wzięta z Kapitolu, haftowana purpurowa toga z wyszytymi złotymi gwiazdami (tunica palmata, toga picta), na głowie wieniec (corona laurea lub corona Etrusca), na palcu żelazny pierścień. Twarz na podobieństwo boga miał ubarwioną czerwienią. W rydwanie mogły mu towarzyszyć żona i dzieci. W rękach zwycięzca trzymał berło z kości słoniowej i wawrzyn. Na jego piersi wisiał złoty medalion odwracający wszelki zły urok (bulla aurea). Zgodnie z tradycją na rydwanie za wodzem stał niewolnik, trzymał nad jego głową złoty laur i cały czas mu powtarzał: "Hominem te memento!" ("Pamiętaj, że jesteś tylko człowiekiem") tzn. że nie jest bogiem. 
Po bokach rydwanu na koniach jechali krewni. Za nim podążali żołnierze straży przybocznej z okrzykiem io triumphe; następnie pisarze i służący. Za nimi wojsko według centurii i kohort, wszyscy w wieńcach, najdzielniejsi nieśli nagrody zwycięstwa. W trakcie triumfu obowiązywała wolność słowa, co umożliwiało wyrażanie opinii o wodzach poprzez szydzenie z nich lub chwalenie. Z Forum wozy kierowano na Kapitol, gdzie zwycięzca oddawał Jowiszowi wawrzyn, składał ofiary dziękczynne, następnie całą uroczystość zakańczał sakralną ucztą. W tym czasie pojmanych wodzów odprowadzano do więzienia i uśmiercano.
Juliusz Cezar po zwycięstwie nad Pontem kazał nieść przed sobą słynny napis: veni, vidi, vici („przybyłem, zobaczyłem, zwyciężyłem”. Wśród dekoracji niesiono wyobrażenia miast, a także rzek: Renu i Rodanu. Ocean przedstawiono w postaci młodego chłopca pomalowanego na złoto.

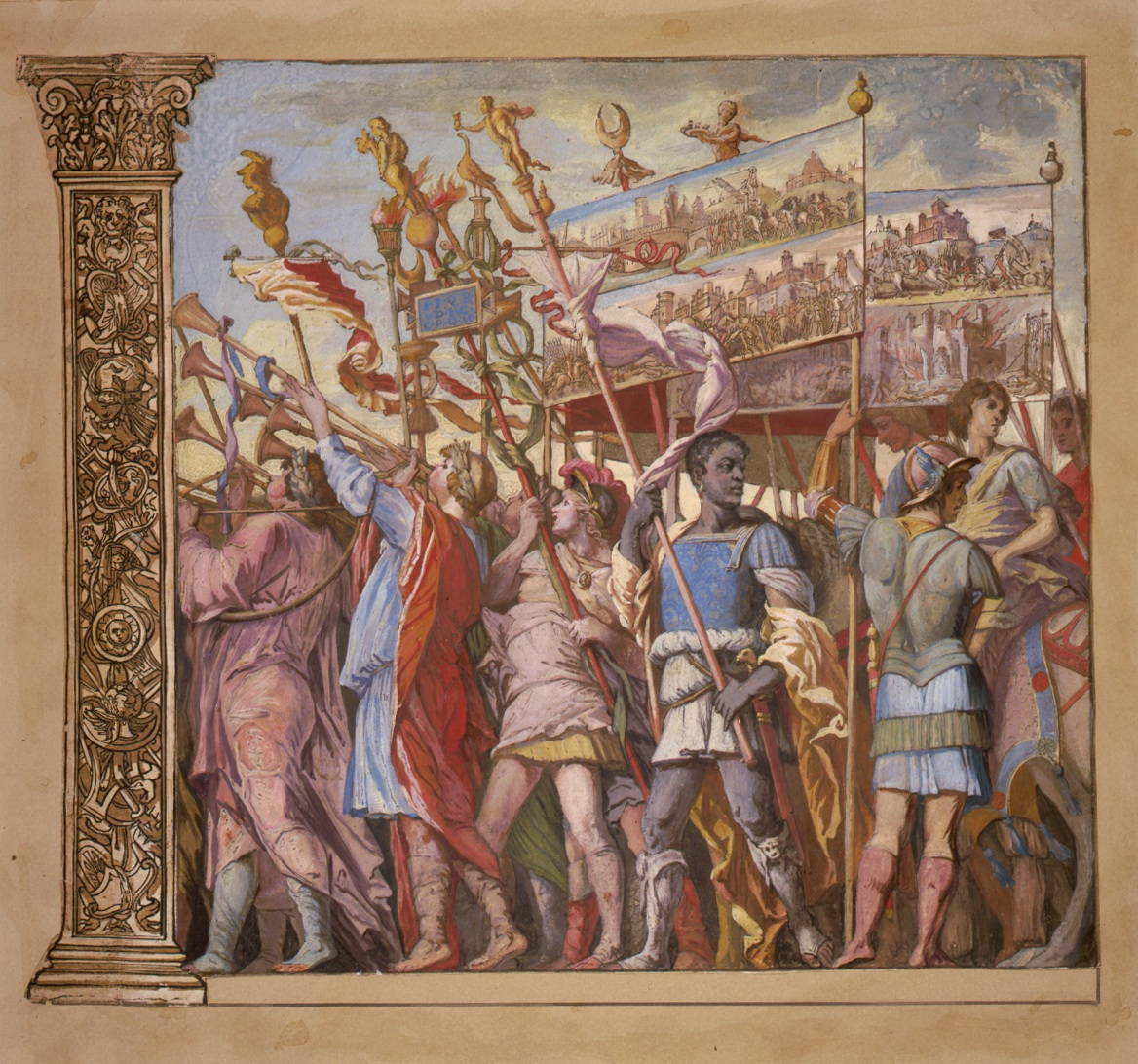
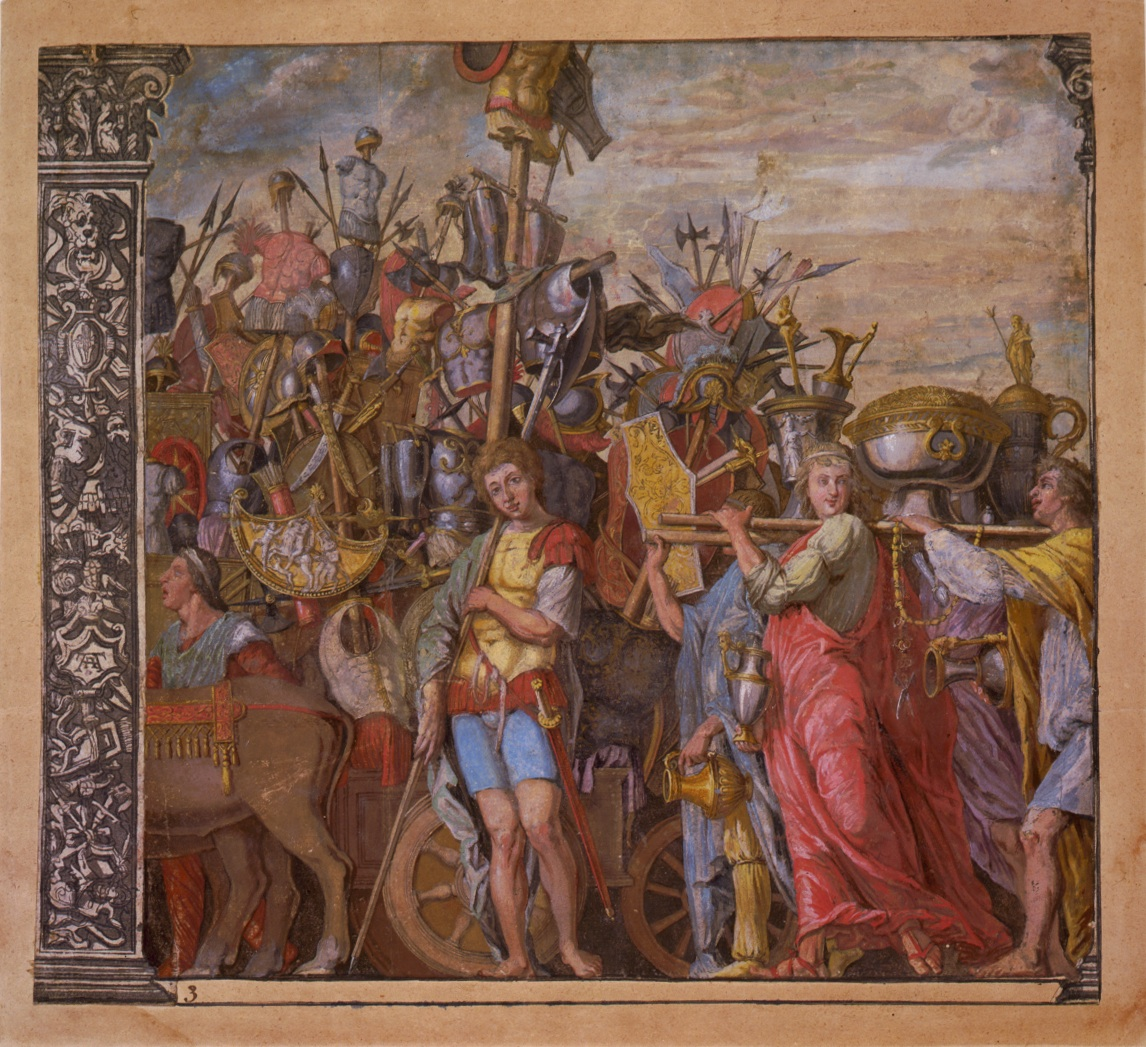
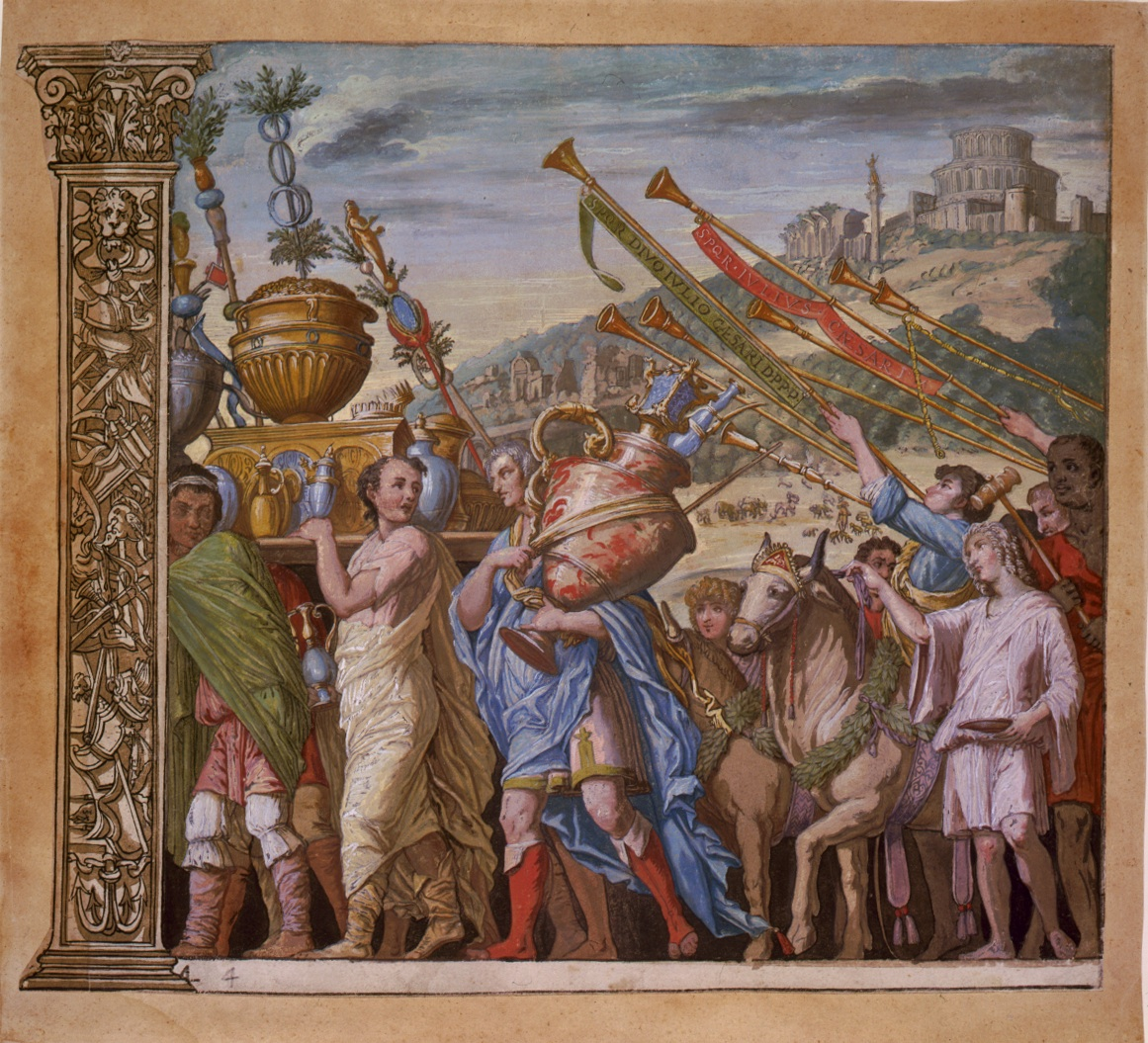
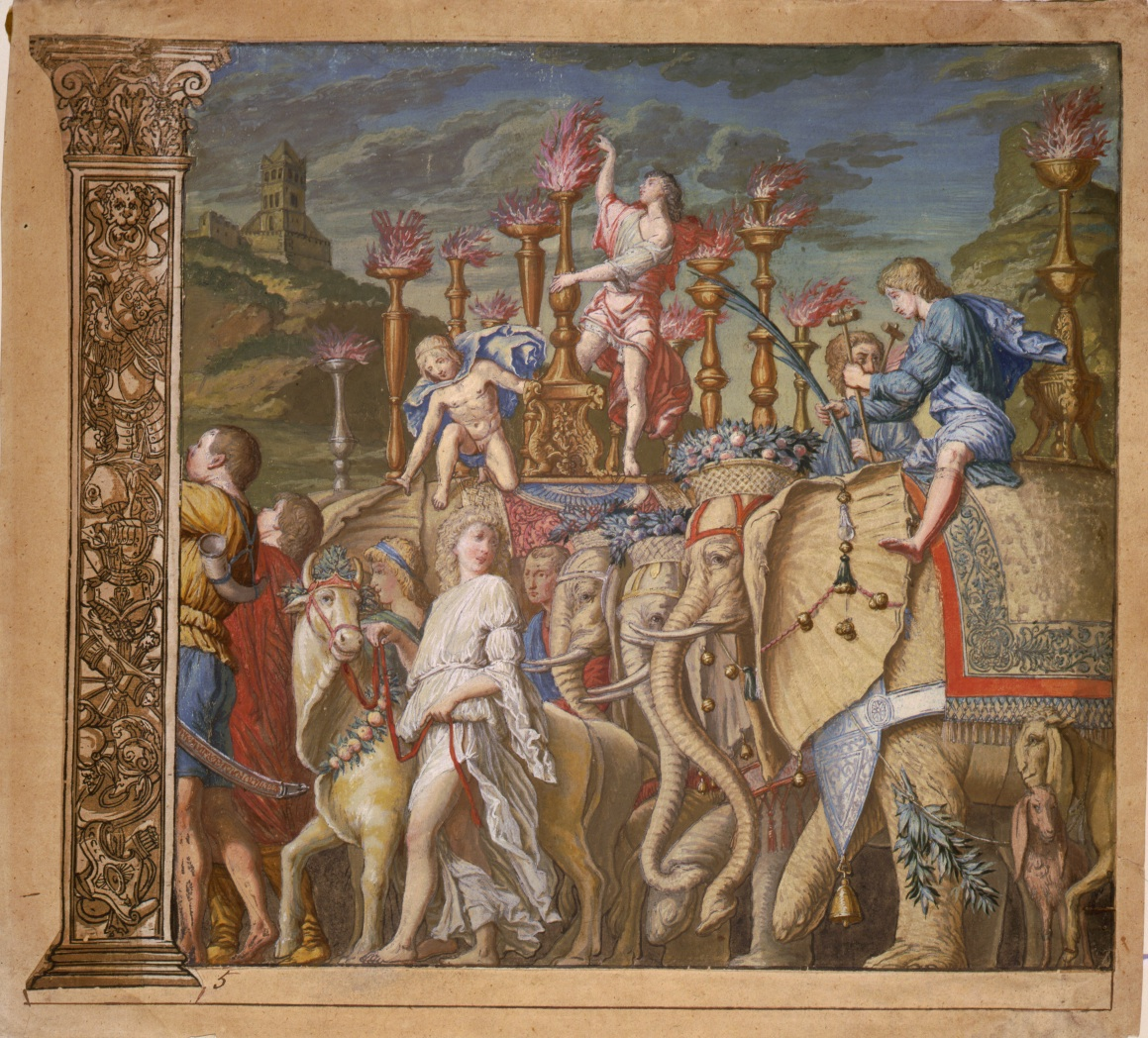
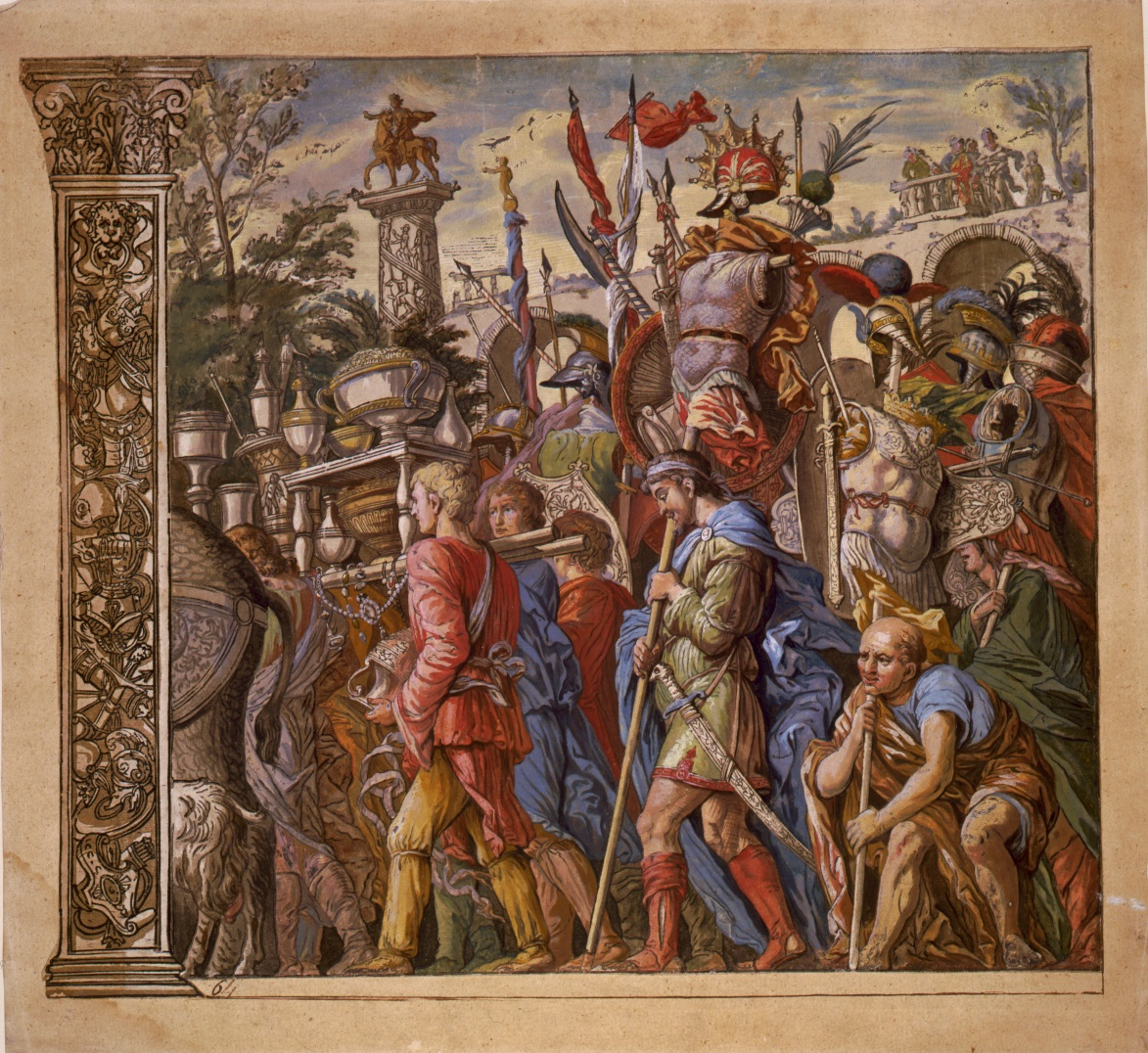
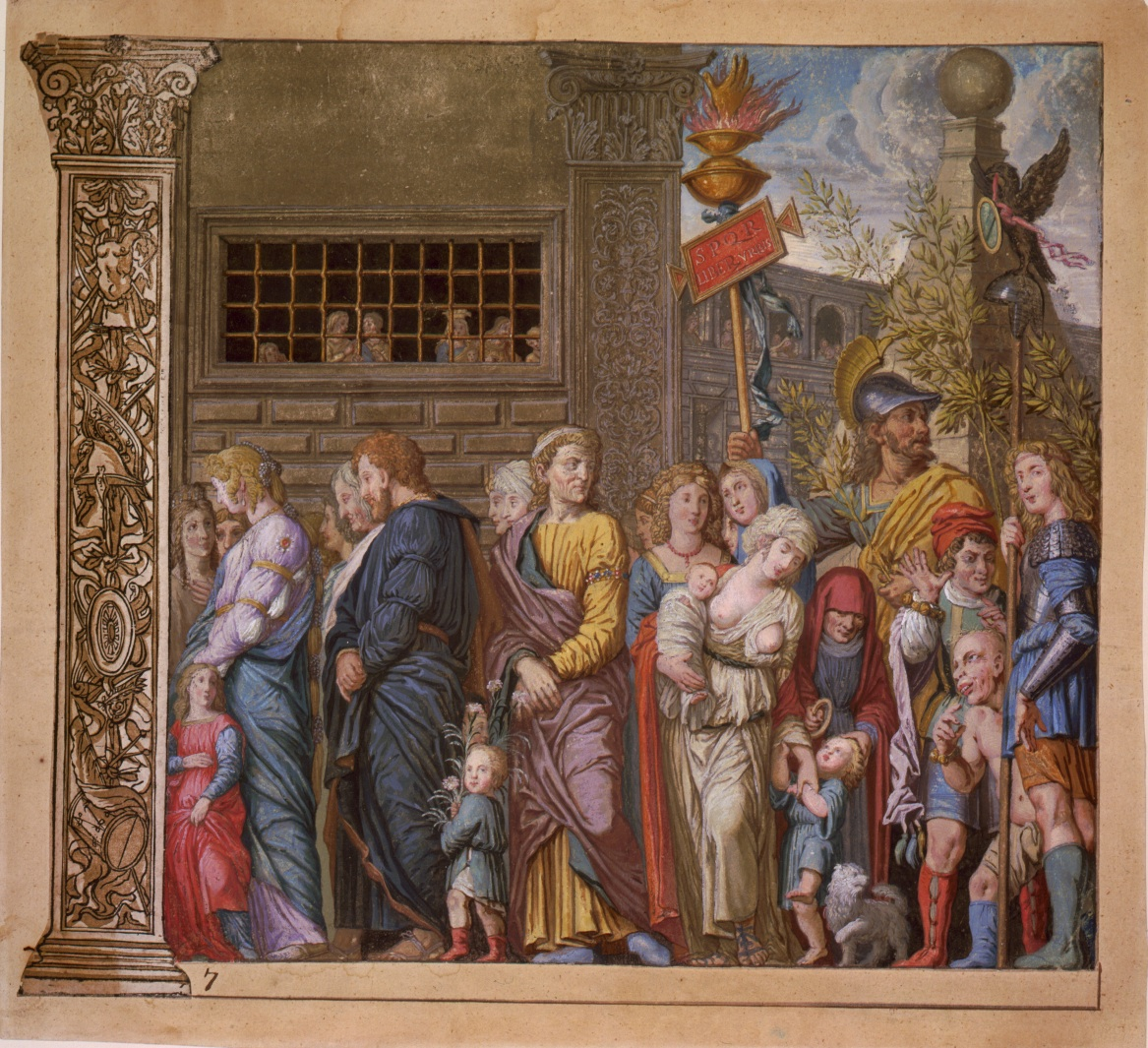
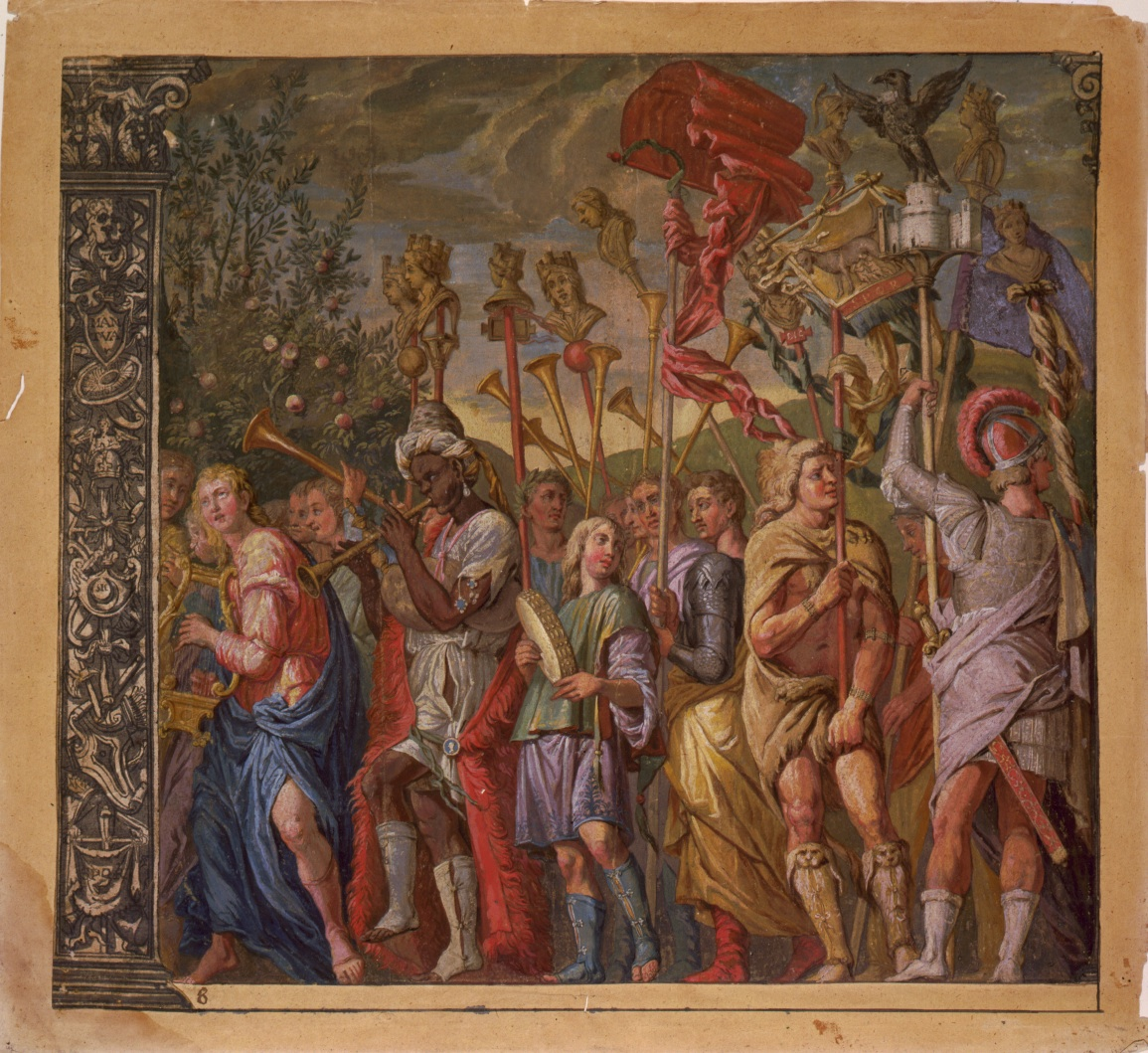
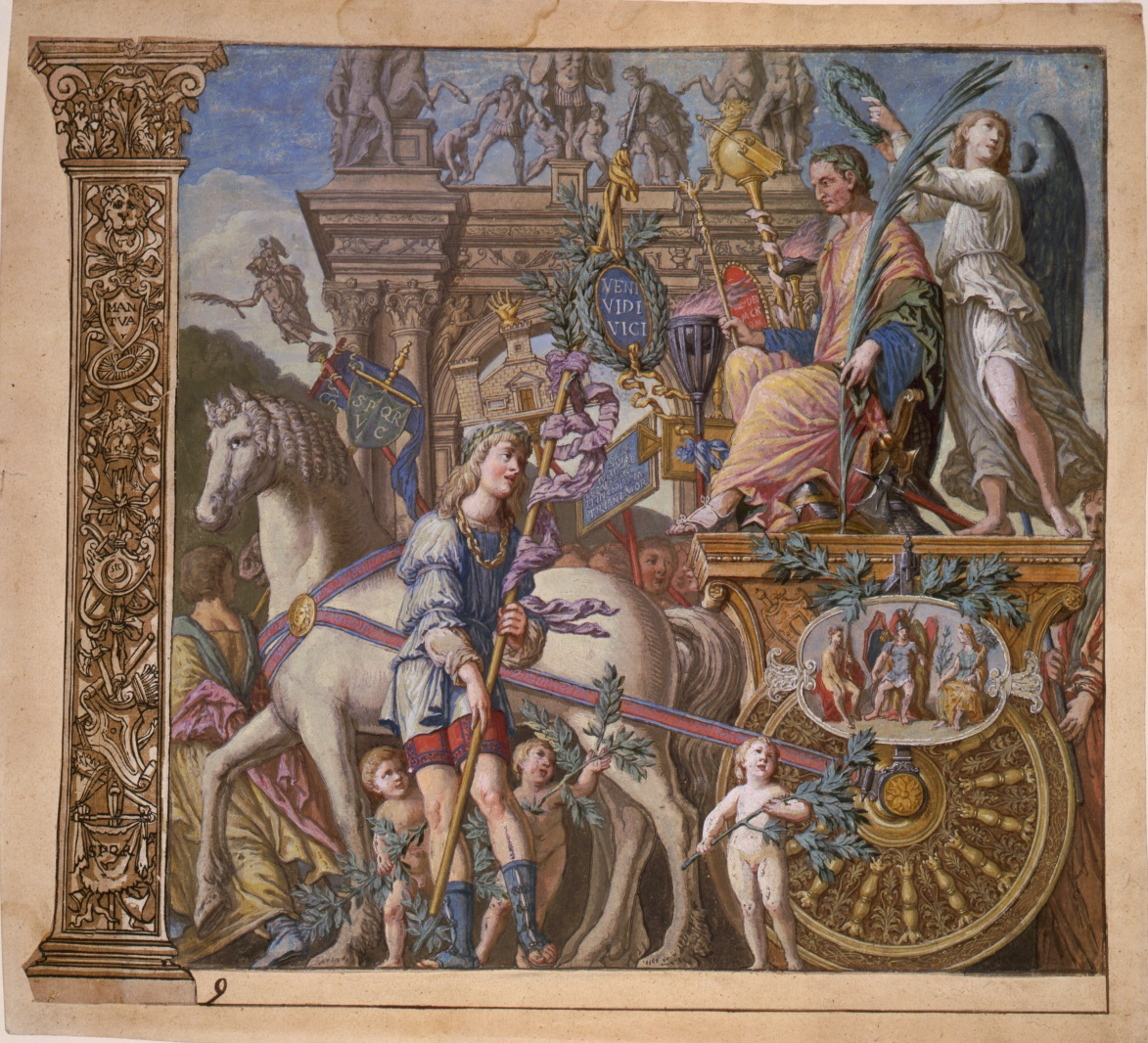

## Triumf w czasach nowożytnych
W czasach nowożytnych triumfy zostały wskrzeszone w renesansowych Włoszech, we Florencji. Odbywały się one w czasie karnawału, brały w nich udział specjalnie przystrojone wozy przyozdobione kwiatami, dekoracjami i postaciami mitologicznymi, towarzyszył im tłum przebierańców w maskach i kostiumach, śpiewający satyryczne pieśni, często o zabarwieniu erotycznym.
Jednym z najsłynniejszych triumfów nowożytnych był Triumf Bachusa, dedykowany Wawrzyńcowi Wspaniałemu. Innym znanym adresatem triumfu był Petrarka, którego lud Florencji uczcił jako swego wielkiego poetę. Dość precyzyjnie triumfy opisał włoski architekt Giorgio Vasari w swym dziele Le vite.